# О’Салливан, Эоган Руа

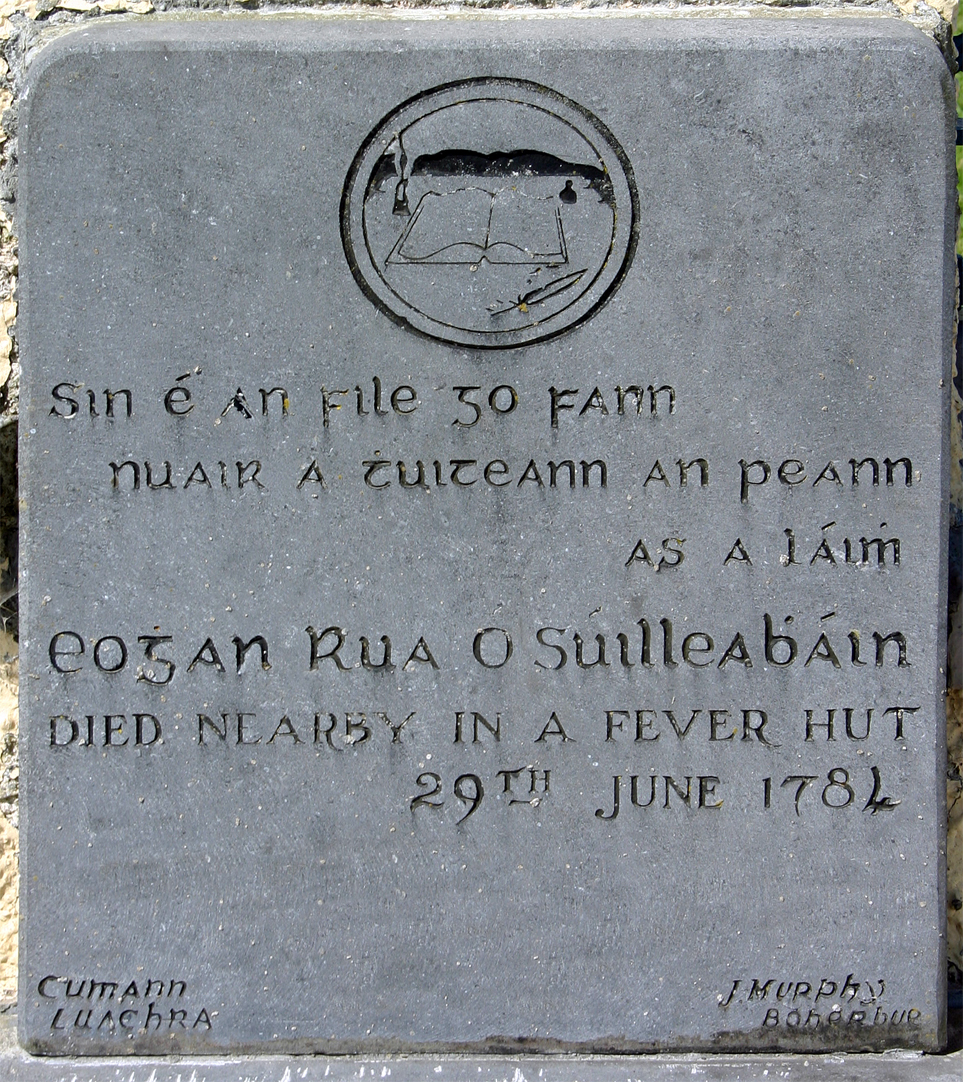
Памятник на предполагаемом месте захоронения Эогана О’Салливана. На нём — его последнее стихотворение: Is é an file go fann, nuair a thuiteann an peann as a láimh — «Воистину слаб поэт, когда перо выпадает из его рук».

Эоган Руа О’Салливан (ирл. Eoghan Rua Ó Súilleabháin, англ. Owen Roe O'Sullivan, 1748 — 29 июня 1782) — ирландский поэт, один из последних традиционных поэтов Ирландии, писавших на ирландском языке.
Эоган Руа (Рыжий) О’Салливан родился в 1748 году в графстве Керри. На юге Ирландии в то время ещё продолжали неформально существовать школы бардов, в которых ученики собирались друг у друга дома или в тавернах, и где можно было изучить правила ирландского стихосложения, латинский и древнегреческий языки. В возрасте восемнадцати лет талантливый юноша открыл собственную школу, но вскоре вынужден был отказаться от преподавания в связи с каким-то скандалом и ему пришлось работать батраком на фермах. О взрывном характере и любовных приключениях Эогана на его родине ходили легенды вплоть до XX в. Известно его стихотворение «Колыбельная для незаконнорождённого сына» (ирл. Suantraí dá Mhac Tabhartha).
В 1782 году Эоган О’Салливан поступил на службу в британский флот, где принял участие в Доминикском сражении. Этому событию он посвятил оду на английском языке, которая заслужила одобрение адмирала Родни. 
Вернувшись на родину, Эоган поссорился в трактире с местным помещиком, и один из подручных последнего ударил его по голове каминными щипцами. Тяжело раненого поэта поместили в хижину на окраине деревни, предназначенную для больных, где он вскоре умер. Точное место захоронения Эогана О’Салливана неизвестно; считается, что он похоронен на кладбище францисканского аббатства Макросс или вблизи него.

## Наследие
Эоган оставался забытой и полулегендарной фигурой до появления в 1902 году его биографии на ирландском языке («Жизнь Эогана Руа О’Салливана», ирл. Beatha Eoghain Ruaidh Uí Shúilleabháin), которую написал крупнейший ирландский филолог Патрик С. Диннин. Эоган упомянут в пьесе Джона М. Синга «Удалой молодец — гордость Запада»; у главного героя пьесы, Кристи, много общего с ним. Однако настоящую известность в современной ирландской культуре Эогану обеспечила книга писателя и публициста Дэниэла Коркери «Скрытая Ирландия» (англ. Hidden Ireland, 1924), посвящённая поэтам Мунстера XVII—XVIII веков. Коркери приводил в качестве примеров судьбу ирландских поэтов, в том числе и Эогана О’Салливана, чтобы продемонстрировать дискриминацию, которой в XVII—XIX веках подвергались в Ирландии носители ирландского языка.